# Xiuhpohualli
Xiuhpohualli a fost un ciclu calendaristic construit pe 365 de zile utilizat de azteci și de alte populații de tip Nahua din Mezoamerica pre-columbiană în timpul perioadei post-clasice a cronologiei Mezoamericii. 
Acest calendar, cunoscut adesea ca "anul vag" tuturor savanților care studiază istoria culturală a Mezoamericii, și care aproxima (relativ corect) progresia anului solar (xihuitl în Nahuatl clasică), avea antecedentele sale în alte calendare de 365 de zile folosite îndelungat în regiune.  În asociere cu celălat calendar mezo-american larg folosit, (tonalpohualli, în limba Nahuatl), care avea un ciclu de 260 de zile, cele două acopereau un ciclu de 52 de ani, formând așa numitul "Calendar Rotund".  
Anul solar aztec era divizat în 18 "luni" de 20 de zile fiecare, numite în spaniolă veintenas, la care se adăugau cinci zile suplimentare (considerate lipsite de noroc) la sfârșitul acestuia. Anii azteci erau denumiți după ultima zi, care era "purtătorul anului", a celei de-a optsprezecea luni de 20 de zile conform ciclului de 260 de zile, tonalpohualli. Purtătorul anului putea fi unul din semnele Acatl "trestie", Tecpatl "cremene", Calli "casă" or Tochtli "iepure", combinat cu un număr de la unu la treisprezece (ciclul trecena).
La trecerea a 52 de ani, de patru ori treisprezece, un nou "calendar rotund" era inițiat printr-o ceremonie a "Noului foc". Primul an al calendarul aztec rotund era numit 2 Acatl iar ulrimul 1 Tochtli. Calendarul solar a fost conectat practicile agricole menținând un rol important în religia aztecă, cu fiecare din aceste luni asociate cu festivaluri agricole și practici religioase specifice.
Lunile de 20 de zile (veintenas) ale calendarului aztec solar erau numite (conform ordinii lor)
1. Izcalli
2. Atlcahualo ori Xilomanaliztli
3. Tlacaxipehualiztli
4. Tozoztontli
5. Hueytozoztli
6. Toxcatl ori Tepopochtli
7. Etzalcualiztli
8. Tecuilhuitontli
9. Hueytecuilhuitl
10. Tlaxochimaco ori Miccailhuitontli
11. Xocotlhuetzi ori Hueymiccailhuitl
12. Ochpaniztli
13. Teotleco ori Pachtontli
14. Tepeilhiuitl ori Hueypachtli
15. Quecholli
16. Panquetzaliztli
17. Atemoztli
18. Tititl

Cel cinci zile adăugate la sfârșitul anului și care erau considerate nenorocoase erau numite
1. Nemontemi[1]

Versiunea civilizaţiei Maya al ciclului xiuhpohualli este cunoscut specialiștilor ca Haab', iar echivalentul Maya al ciclului tonalpohualli era Tzolk'in.